# Matteo Jacuzio
Matteo Jacuzio (o Iacuzio) (Forino, 16 febbraio 1716 – Aversa, 7 maggio 1780) è stato un abate e scrittore italiano attivo in Italia.

## Biografia
Discendeva da antica e nobile famiglia di origine partenopea stabilitasi in Forino intorno al XVI secolo. Fu monaco benedettino, prelato domestico del papa e due volte abate generale di Montevergine, dal 24 aprile 1763 al 1766 e dal 6 agosto 1775 al 1778. Pubblicò numerose opere di contenuto storico e religioso tra le quali ebbe particolare importanza il Brevilogio della cronica ed istoria dell'insigne santuario reale di Montevergine.

## Opere
- Sulla vita e virtù di San Donato da Ripacandida, Napoli, 1750.
- Della forma del battesimo approvata e pubblicata dappertutto nella vera chiesa 1752.
- Sull'antico costume di ricever l'eucaristia, dopo il battesimo, 1754.
- Matthaei Jacutii, benedectini congregationis Montis Virginis Syntagma quo adparentis magno Constantino crucis historia complexa est universa ac suis ita ab omnibus non priscis modo, quam nuperrimis osoribus vindicata tempori suo et loco restituta, ceteris tandem gestae rei monumentis illustratur, Roma, 1755.
- Christianarum antiquitatum specimina, quæ in vetere Bonusæ et Mennæ titulo e suburbana s. Agathæ basilica ann. MDCCLVII Vaticanum ad Mus. transvecto exercitationibus philologicosacris, nec non præcipuis basilicæ eius monumentis atque ineditis inscriptionibus variis collustrantur, Rome, V. Monaldini, 1758.
- Sacra imp. caes. fl. Constantini Magni historia quae partes duas complectitur, Napoli, Gessariano, 1768.
- Brevilogio della cronica ed istoria dell'insigne santuario reale di Montevergine capo della regia congregazione benedettina de' Verginiani”, in Napoli, per Gio.Maria Riccio, 1777.